# F1 Super License: Nakajima Satoru
Nakajima Satoru Kanshū F1 Super License (中嶋悟監修 Ｆ１ スーパーライセンス?) es un videojuego creado por Satoru Nakajima lanzado por la Mega Drive en Japón en 1992. En un anuncio o patrocinio. En que el objetivo es ser 9 veces campeón del mundo con todos los coches del juego. F-1 Hero Nakajima Satoru II corresponde a la Temporada 1991 de Fórmula 1. Este juego fue revolucionario en los videojuegos de F1, porque es la primera vez que se presenta un juego de autos en la que hay una temporada de F1 completa, con más de 3.000.000 de cartuchos vendidos en el mundo, de él salieron derivados como Ayrton Senna Super Monaco GP2, dando paso a los juegos modernos de hoy en día.
Aunque antiguamente, el juego era muy popular, actualmente se considera un juego mediocre, pero en general, fue uno de los mejores juegos de carreras de la época.
Tuvo menos éxito que su antecesor, pues los circuitos no tenían sus distancias reales, y salir juegos como "Ayrton Senna´s Monaco GP2" o "Fórmula 1 Micropose Grand Prix" y la nueva consola SuperNES, el juego no tuvo los ´´éxitos esperados, a pesar de ello, el juego fue copiado para varios países, en España el juego se llama : "Colin McRae Rae Rally", teniendo como única diferencia del juego original la portada, el cual se lanzó para España en 1998, con poco éxito debido a los juegos modernos de simulación de aquella época.

## Resumen
La primera parte consta de la Temporada 1991 de Fórmula 1, en el que tienes que ir enfrentándote a pilotos y arrebatarle sus campeonatos. Y es muy difícil y duro. El juego consta de 9 niveles. Y los circuitos son de las temporadas anteriormente nombradas (mira el link temporada 1991) y al empezar tienes tres opciones, que son: Warning up que es para practicar Battle Mode que es enfrentándote a otro piloto y Gran Prix Mode que es para empezar un campeonato. El Makeren-Honta es la bestia del juego. Si controlas el coche y tomas sus curvas bien, los demás coches son un juego para ti. En el juego, Satoru Nakajima es el único nombre real del juego. Ya que los demás nombres son inventados o parecidos. Al igual que los coches, en ambos juegos y temporadas, el juego es siempre muy mecanizado, por lo que no es nada fácil ganar, pues puede llevarle a gente 1 o 2 años hacerlo. Si pierdes en el juego, has de empezar de nuevo. Pues te retiras, pero eso se arregla con contraseñas con signos japoneses.

## Grand Prix
Cada vez que empieces un Gran Premio, has de clasificar entre los 4 primeros puestos, después, al clasificar, empieza el Gran Premio y tu objetivo es ganar la carrera. Si no clasificas, el que maneja como cámara, será el coche rival.
Pilotos Temporada 1991 F1
- Thierry Boutsen
- Ivan Capelli
- Stefano Modena
- Bertrand Gachot
- Aguri Suzuki (Nivel 1)
- Jean Alesi (Nivel 2)
- Riccardo Patrese (Nivel 3)
- Gerhard Berger (Nivel 4)
- Nigel Mansell (Nivel 5)
- Nelson Piquet (Nivel 6)
- Alain Prost (Nivel 7)
- Ayrton Senna (Nivel 8)
- Satoru Nakajima (Nivel 9)

## Coches F1 de la temporada 1991
Makeren-Honta(1991) (4 velocidades) Es muy rápido cuando estas en curvas lentas, pues, tiene una gran aceleración cuando estas en segunda, tercera y cuarta. Por lo que es el coche más competitivo del juego. El único inconveniente es que falla en el arranque. En lo demás, todo perfecto y sincronizado.
Terrell-Honta(1991) (automático) Este coche es competitivo, a secas, ya que solo tiene ventaja cuando estas con él en las curvas rápidas y que es automático, pero floquea en arranque, aceleración y velocidad punta, por lo que es compensado siendo automáticos y facilidad de manejo.
Terrell-Jado(1991) (4 velocidades) Es un coche medio-rápido, porque arranca mejor que el Makeren-Honta y el Terrell-Honta y tiene gran velocidad punta. Pero floquea algo en aceleración. Lo demás es todo equilibrado y decente. Este coche es el As en las curvas que se va medio-rápida o medio-lenta.
Lotans(1991) (4 velocidades) Es el coche cenicienta del juego, Es el mejor en el arranque, por lo que te es útil al salir si las rectas son chicas. Pero falla en aceleración, velocidad punta y no tienes ventaja en nada. Además el lotans es muy fácil de adelantar.

## Superarranques
Si al empezar la carrera, pones el motor al máximo, el arranque adelantara a todos los coches, o te desmarcas del pelotón, con el Lotans-Jado, la jugada sale de escándalo. Pero desgasta tus neumáticos, obligando a reducir velocidad. Además, la gasolina que tiene el coche es infinita, por lo que te puedes tirar 10 vueltas sin que se pare el coche.

## Pits
Nombre también modificado del juego, sirve para poner nuevos neumáticos e ir a la velocidad máxima que puedas en el circuito.

## Como obtener puntos
Primer puesto = 5 puntos Segundo puesto = 3 puntos Tercer puesto = 2 puntos Cuarto puesto = 1 punto Cuando clasificas, las pole position, no cuentan ningún punto.